# ريتشارد موريس هنت
ريتشارد موريس هنت (بالفرنسية: Richard Morris Hunt) هو مهندس معماري أمريكي وفرنسي، ولد في 31 أكتوبر 1827 في براتلبورو في الولايات المتحدة، وتوفي في 31 يوليو 1895 في نيوبورت في الولايات المتحدة بسبب نوبة قلبية.

## وصلات خارجية
- ريتشارد موريس هنت على موقع الموسوعة البريطانية (الإنجليزية)